# 佐藤和哉 (柔道)
佐藤 和哉（さとう かずや、1995年4月6日 - ）は、静岡県出身の、日本の柔道家である。階級は100 kg超級。身長180 cm。体重105 kg。段位は三段。組み手は右組み。得意技は大外刈。現在は日本製鉄所属。

## 経歴
柔道は9歳の時に始めた。静岡学園中学3年の時に全国中学校柔道大会90kg級で決勝まで進むが、国士舘中学の江畑丈夫に払巻込で敗れて2位だった。
静岡学園高校1年の時には全日本カデ90kg超級の準決勝で国士舘高校の田崎健祐に大外刈で敗れて3位だった。高校選手権の無差別では準決勝で東海大浦安高校のウルフ・アロンに小外掛で敗れて3位だった。高校2年の3月には全日本選手権の東海予選に出場すると、決勝リーグで2勝1敗の成績を収めて2位となり本大会への出場権を獲得した。高校生での全日本選手権出場は1996年に出場した東海大相模高校の井上康生以来17年ぶり5人目のこととなった。続く高校選手権無差別では準決勝で昨年敗れたウルフを大内返で下すと、決勝でも田崎を大外刈の技ありで破って優勝を飾った。4月の全日本選手権では初戦となる2回戦で岡山商科大学職員の菊川顕に指導3で勝利したが、3回戦では旭化成の百瀬優に大外刈の技ありで敗れたものの、高校生ながら全日本で1勝を上げることになった。8月のインターハイでは準々決勝でウルフに敗れて5位に終わった。9月の全日本ジュニアでは3位だった。10月の世界ジュニア個人戦では初戦で敗れたが、団体戦では3位になった。
2014年には日本大学へ進学した。1年の時には全日本ジュニアで3位、学生体重別で2位になった。さらに、講道館杯では3位に入ると、アジアジュニアでは優勝を飾った。2年の時には100kg級に階級を変更すると、学生体重別で3位になった。3年の時には階級を100kg超級に戻した。優勝大会の決勝で東海大学と対戦して引き分けたが、チームは2位にとどまった。講道館杯では3位となった。4年の時には優勝大会で3位だったが、学生体重別では決勝で大学の1年後輩の一色勇輝を小内刈の技ありで破って初優勝を飾った。講道館杯では3位だった。
2018年からは日本製鉄の所属となった。講道館杯では決勝でJRAの影浦心にGSに入ってから反則負けして2位だった。2019年のヨーロッパオープン・オディヴェーラスではオール一本勝ちでシニアの国際大会初優勝を飾った。全日本選手権東京予選では優勝した。4月の体重別では準決勝で東海大学4年の太田彪雅を技ありで破るも、決勝では大学の3年先輩である百五銀行の原沢久喜に10分21秒もの戦いの末に反則負けして2位だった。続く全日本選手権では3回戦で綜合警備保障の熊代佑輔と対戦すると、両者攻め手を欠いて消極的な試合運びとなり、今大会では史上初となる両者反則負けとなった。11月の講道館杯では準決勝で綜合警備保障の香川大吾に反則負けするも、3位決定戦で国士舘高校3年の斉藤立を出足払の技ありで破って3位になった。2020年11月の講道館杯では決勝で影浦に背負投の技ありで敗れて2位だった。2021年4月の体重別では決勝でパーク24の小川雄勢を小外掛で破って今大会初優勝を飾った。これにより、世界選手権の団体戦代表に選出された。6月の世界団体では初戦のウクライナ戦のみの出場だったが技ありで勝利すると、その後チームも優勝を果たした。10月のグランドスラム・パリでは2回戦でロシアのイナル・タソエフに技ありで敗れた。12月の全日本選手権では3回戦で旭化成の垣田恭兵に有効で敗れた。2024年4月の全日本選手権で5位になると、11月の講道館杯では3位になった。2025年3月の全日本選手権東京予選では決勝で大学と会社の後輩である木元拓人を2-1の判定で破って今大会6年ぶり2度目の優勝を飾った。4月の全日本選手権では準々決勝でパーク24の増山香補に0－3の判定で敗れた。

## 戦績
- 2009年 -　マルちゃん杯全日本少年柔道大会 団体戦3位
- 2010年 -　全国中学校柔道大会　2位(90kg級)
- 2011年 -　全日本カデ　3位(90kg超級)
- 2012年 -　高校選手権　3位(無差別)

100kg超級での戦績
- 2012年 -　インターハイ　5位
- 2013年 -　高校選手権　優勝(無差別)
- 2013年 -　インターハイ　5位
- 2013年 -　全日本ジュニア　3位
- 2013年 -　世界ジュニア　団体戦　3位
- 2014年 -　全日本学生柔道優勝大会　2位
- 2014年 -　全日本ジュニア　3位
- 2014年 - 学生体重別　2位
- 2014年 -　講道館杯　3位
- 2014年 -　アジアジュニア　優勝
- 2015年 -　学生体重別　3位(100kg級)
- 2016年 -　優勝大会　2位
- 2016年 -　講道館杯　3位
- 2017年 -　優勝大会　3位
- 2017年 -　学生体重別　優勝
- 2017年 -　講道館杯　3位
- 2018年 -　グランプリ・チュニス　5位
- 2018年 - 実業団体　2位
- 2018年 -　講道館杯　2位
- 2019年 - ヨーロッパオープン・オディヴェーラス　優勝
- 2019年 - 選抜体重別 2位
- 2019年 -　国体成年男子の部　優勝
- 2019年 -　講道館杯　3位
- 2020年 -　講道館杯　2位
- 2021年 -　体重別　優勝
- 2021年 -　世界団体　優勝
- 2024年 -　全日本選手権 5位
- 2024年 - 実業団体　3位
- 2024年 -　講道館杯　3位
- 2025年 - 全日本選手権　5位

(出典、JudoInside.com)